# دانیل وگنر
دانیل وگنر (انگلیسی: Daniel Wegner؛ ۲۸ ژوئن ۱۹۴۸ – ۵ ژوئیهٔ ۲۰۱۳) دانشمند در زمینه روان‌شناسی اجتماعی اهل ایالات متحده آمریکا بود.